# Lacul Peyto

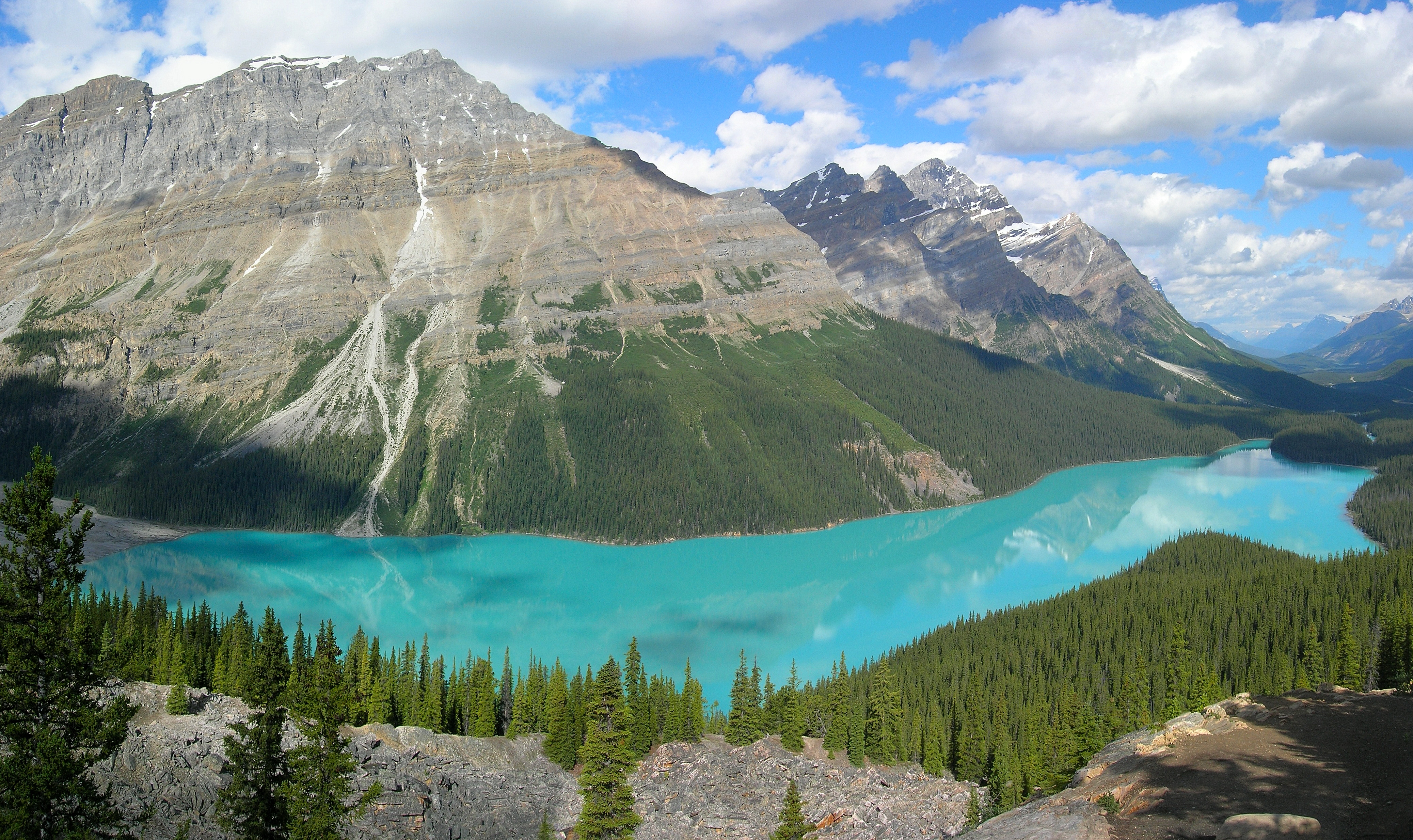
Lacul Peyto

Lacul Peyto este un lac alpin, situat în Parcul Național Banff, din munții Rocky Mountains, Canada. La el se poate ajunge pe șoseaua Icefields Parkway. Lacul este alimentat de ghețari, datorită culorii apei de un verde deosebit, imaginea lacului apare frecvent în atlasuri sau ilustrate despre Canada. Culoarea apei este dată de un praf fin de piatră care este adus în lac prin topirea ghețarilor. Denumirea lacului poartă numele lui Bill Peyto un trapper și ghid turistic care a trăit la sfârșitul seccolului XIX.